# Stare Misto
Stare Misto (Старе Місто) — щорічний міжнародний рок-фестиваль, який проводився у Львові з 2007 по 2013 року. Організатором події є «Перша приватна броварня». У 2012 році фестиваль не відбувся у зв'язку з проведенням чемпіонату Європи з футболу Євро 2012. Серед хедлайнерів фестивалю Stare Misto були «Kaiser Chiefs», «Воплі Відоплясова», «Океан Ельзи», Gogol Bordello, Емір Кустуриця, Горан Брегович, IAMX та інші.

## Історія

### 2007
Перший фестиваль відбувся 10 червня 2007 в Парку культури та відпочинку ім. Б. Хмельницького. Серед учасників були «Божичі», «Карпатіяни», дует «Піво вдвоем» з Білорусі, Ліля Ваврін і Вова зі Львова.

### 2008
Друге «Stare Misto» проведено 31 травня—1 червня 2008 біля Монументу слави в Парку культури та відпочинку ім. Б. Хмельницького. 31 травня виступали «Воплі Відоплясова», «Zdob şi Zdub», білоруські гурти «Піво вдвоем» і «Серебряная свадьба». 1 червня — «Океан Ельзи», «Esthetic Education» та С.К.А.Й.
Фест-2008 став останнім, де вхід був безкоштовним. Організатори повідомили, що фестиваль обійшовся їм у 200 тисяч доларів, тому з 2009 року на «Старе Місто» почнуть продавати квитки.

### 2009
З 2009 року запроваджено квитки на фестиваль, а місцем проведення став стадіон «Україна». Учасниками третього «Старого Міста» були, зокрема «Mad Heads XL», «Гайдамаки» та «Воплі Відоплясова» (усі — Україна), «Korpiklaani» (Фінляндія), «Сплін» (Росія) і «Gogol Bordello» (США).

### 2010
«Stare Misto 2010» відбувся 22 травня на стадіоні «Україна», а музикантами-учасниками були: DJ Scratchy (Велика Британія), «The Urban Voodoo Machine» (Велика Британія), «The Dreadnoughts» (Канада), «IAMX» (Велика Британія/Німеччина), «Goran Bregovic Wedding and Funeral Band» і «Океан Ельзи» (Україна).

### 2011
Фестиваль відбувся 28 травня на стадіоні «Україна». Виступали «Rotfront» (Німеччина), «IAMX» (Велика Британія/Німеччина), "Emir Kusturica and «The No Smoking Orchestra» (Сербія), «Poets of the Fall» (Фінляндія), «La Phaze» (Франція) та «Talco» (Італія).

### 2012
Не відбувся

### 2013
Фестиваль відбувся 8, 9 червня. Виступали: Горан Брегович, IAMX, ДДТ, Ляпис Трубецкой, Che Sudaka, The Subways, Kaiser Chiefs, Archive, Fiddler's Green, Leningrad Cowboys, MUFFTRAIN.